# Cirse
Cirse ist eine 2003 gegründete Alternative-Rock-/Pop-Punk-Band aus Adrogué, Buenos Aires, Argentinien. Die Gruppe besteht derzeit aus Sängerin Luciana Segovia, den Gitarristen Gabriel Leopardi (Lead) und Christian Bonelli (Rhythmus), dem Bassisten Sebastián Leopardi und Schlagzeuger Martin Magliano.
Die Gruppe hat seit ihrer Gründung mit Bi-Polar (2007) und Imaginario (2010) bereits zwei Alben, sowie mit Algo Quedará (2006) und Apuesta (2012) zwei EPs veröffentlicht. Zudem produzierte die Gruppe bisher sieben Musikvideos. Die Gruppe gibt Konzerte auf nationaler Ebene und trat bereits als Vorgruppe für Paramore, Avril Lavigne, Duran Duran und Evanescence auf. Außerdem spielte die Gruppe bereits zweimal auf dem Pepsi Music Festival.

## Geschichte

### Die Anfänge
Die Gruppe wurde im Jahr 2003 von Luciana Segovia (Gesang), sowie den Brüdern Gabriel Leopardi (Leadgitarre) und Sebastián Leopardi (E-Bass) in Adrogué, einer kleineren Stadt 23 Kilometer südlich der Hauptstadt Buenos Aires, gegründet. Kurz nach der Gründung der Band stieß Luisao Lernández (Schlagzeug) zum Trio. Darauf begannen die Musiker erste Kompositionen für eine Demoveröffentlichung zu schreiben. Eine Produktion kam jedoch noch nicht zustande, da die Gruppe erst im Jahr 2004 komplettiert wurde. Gemeinsam mit Cesar Andino von Cabezones nahm die Gruppe ihre erste EP auf, die 2006 in Eigenregie erschien. Diese heißt Algo Quedará.
Andoni beschloss mit der Gruppe nach der Veröffentlichung dieser EP erneut zusammenarbeiten zu wollen und bot an auch für die Produktion eines kompletten Albums den Musikern zu Seite zu stehen. Cirse akzeptierte sein Angebot. Als Gastmusiker konnte die Gruppe den Jazz-Rocker Luis Alberto Spinetta gewinnen, der im Song Alma de Diamante zu hören ist. Das Album, welches den Titel Bi-Polar trägt, wurde am 14. Dezember 2007 auf nationaler Ebene über ArteDark veröffentlicht. Unter der Regie von Gustavo Stenta produzierte die Band ihr erstes Musikvideo zum Stück Too Late. Dieses wurde unter anderem bei MTV und MuchMusic ausgestrahlt. Auch der nationale Musikfernsehsender CM widmete sich bereits der Gruppe.
Im Jahr 2009 verließ Luisao Fernández die Band aus persönlichen Gründen und wurde Geronimo Pastore ersetzt. Noch während der Arbeiten am Nachfolger-Album von Bi-Polar, das den Titel Imaginario trägt, endete der Plattenvertrag mit dem Label, sodass dieses im August 2010 in Eigenregie vertrieben wurde. Aufgrund des inzwischen immer größer werdenden Erfolges verkaufte sich das Album trotz dieses Umstandes sehr gut. Pastore, erst 2009 der Gruppe beigetreten, verstarb ein Jahr später unerwartet. Die Gruppe engagierte auf Anraten ihres ehemaligen Schlagzeugers Luisao Diego Lucas, welcher Pastores Platz in der Band einnahm. Ende des Jahres 2010 stellte die Gruppe Lupe Sandri als Manager der Band vor.

### Die neue Ära
Im Dezember 2010 wurde die Gruppe von den Hörern des Senders FM Rock & Pop zum Sieger der Bombardeo del Demo gewählt und durften als Preis gemeinsam mit der Rockband Machu Catupecu im Teatro Colegiales in Buenos Aires spielen. Nach einer Sommertour entlang der Küste Argentiniens wurde die Gruppe von Paramore eingeladen als Vorband aufzutreten. Das Konzert fand am 24. Februar 2011 im Luna Park statt. Dieses Konzert sorgte erneut für eine große Resonanz, sodass auch das zweite Musikvideo über MTV ausgestrahlt wurde.
Im Mai und Juli 2011 spielte die Gruppe, nachdem diese zuvor vermehrt in der Region Buenos Aires gespielt haben, eine Tour im Südwesten des Landes, darunter in Lanús, Quilmes, Santa Fé und in Ramos Mejía. Kurz nach Ende dieser Tour durfte die Gruppe als Supportband für Avril Lavigne am 24. Juli im Estadio Malvinas Argentinas in Mendoza auftreten. Zwei Monate später, am 24. September 2011, gewann die Gruppe bei einem Voting im sozialen Netzwerk Facebook, welches von den Organisatoren des Pepsi Music Festivals ausgetragen wurde und durfte als Newcomer bei dem Musikfestival spielen. Im November erfolgte die Veröffentlichung des Musikvideos Juré, welches während eines Auftrittes der Gruppe im La Trastienda Club vorgestellt wurde.
Anfang 2012 tourte die Gruppe erneut entlang der Küste Argentiniens und spielte dabei unter anderem in Mar del Plata und Villa Gesell. Am 4. Mai 2012 eröffnete die Band ein Konzert im Luna Park für Duran Duran. Es folgte die Veröffentlichung des Musikvideos Apuesta am 7. Juli. Die Gruppe hatte inzwischen Christian Bonelli als zweiten Gitarristen in die Band integriert. Aufgrund musikalischer Differenzen zwischen der Band und ihrem Schlagzeuger Diego Lucas wurde Lucas durch Martin Magliano am Schlagzeug ersetzt. Am 21. Oktober 2012 spielte die Gruppe erneut auf dem Pepsi Music Festival. Die Gruppe trat 2012 erstmals auf der Hauptbühne auf. Die Gruppe spielte dort gemeinsam mit Cabezones, Carajo und Evanescence. Wenige Wochen später erschien mit Apuesta die zweite EP der Gruppe. Am 21. April 2013 spielte die Gruppe im Rahmen der Resistance Tour gemeinsam mit DENY und Bulldog in Temperley.

### Drittes Album:Rompiente
Im April und Mai 2013 war die Gruppe im Studio um ihr drittes Studioalbum aufzunehmen. Am 7. August 2013 erschien ein Musikvideo für die erste Singleauskopplung, die Miedos heißt. Am 23. August 2013 wurde das Album, das den Titel Rompiente trägt, offiziell während einer Veröffentlichungsparty herausgebracht. Das Konzert fand im Teatro Vorterix in Buenos Aires statt. Zudem diente das Konzert als Feier zum 10-jährigen Bestehen der Band.
Seit der Veröffentlichung des Albums tourt die Gruppe im ganzen Land. Am 14. Dezember 2013 spielte die Gruppe als Vorband für Incubus und Dave Matthews Band. Am 13. Dezember 2013 wurde bekanntgegeben, dass die Band für das Cosquin Rock Festival gebucht wurde. Dort wird die Gruppe am 1. März 2014 auftreten.

## Stil
Die Gruppe spielt einen Mix aus Alternative Rock und Pop-Punk und ist unter anderem mit Paramore vergleichbar. Die Liedtexte sind allesamt auf Spanisch verfasst.

## Diskografie

### EPs
- 2006: Algo Quedará
- 2012: Apuesta

### Alben
- 2007: Bi-Polar (ArteDark)
- 2010: Imaginario
- 2013: Rompiente

### Musikvideos
- 2007: Muy Tarde (Bi-Polar)
- 2011: Invisible (Imaginario)
- 2011: Asesina Serial (Imaginario)
- 2011: Juré (Imaginario)
- 2012: Ahi Estaré (Imaginario)
- 2012: Apuesta (Apuesta)
- 2013: Por Tu Bien (Apuesta)
- 2013: Miedos (Rompiente)